# Magdalena Abakanowicz
Marta Magdalena Abakanowicz-Kosmowska (Falenty, 20 giugno 1930 – Varsavia, 20 aprile 2017) è stata una scultrice polacca.

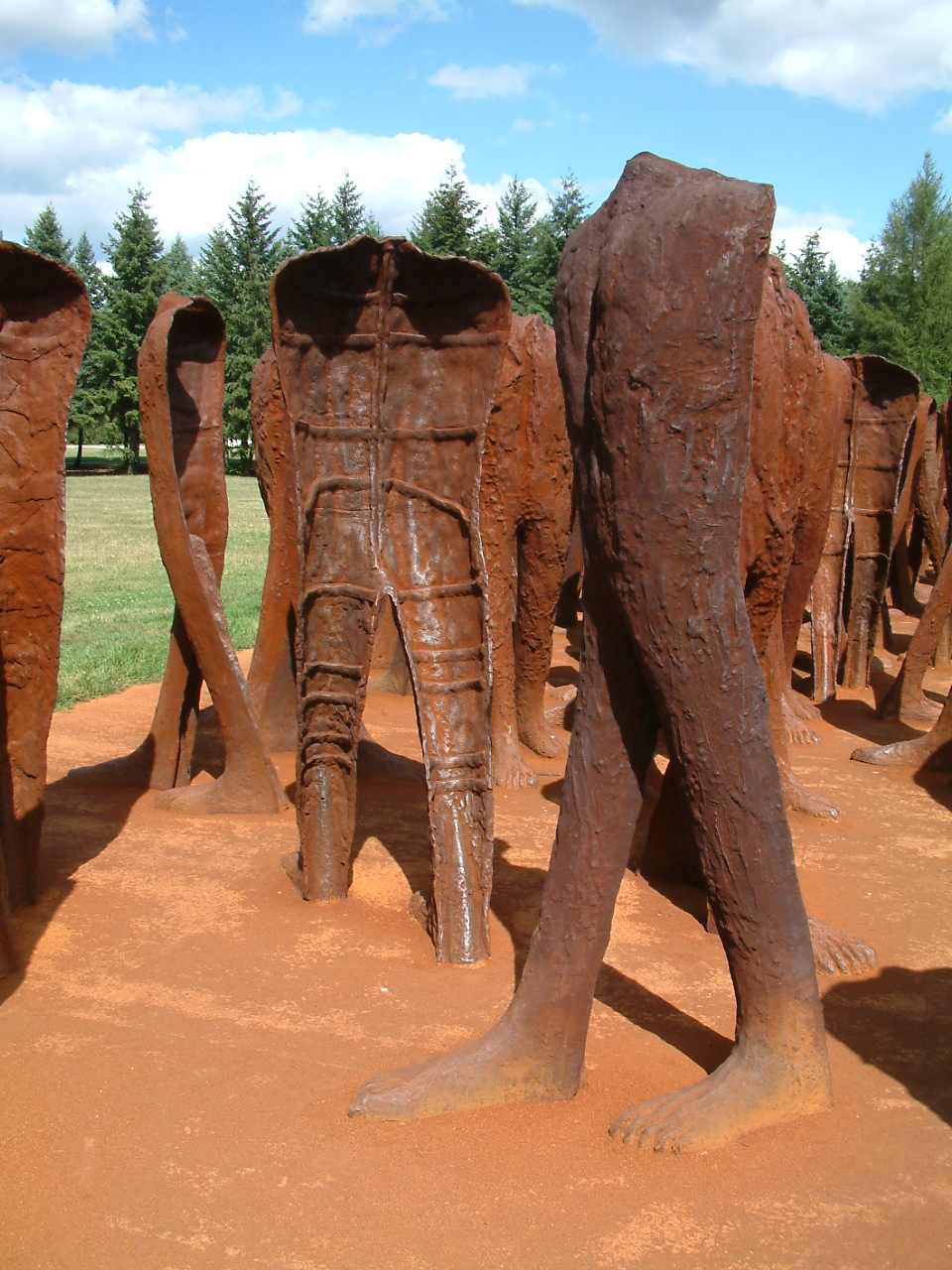
"Nierozpoznani"

Nacque nel 1930 a Falenty, vicino a Varsavia. Nel 1954 completò gli studi all'Accademia di Belle Arti di Varsavia. Fu professoressa all'Accademia di Belle Arti di Poznań e visiting professor presso la University of California in Los Angeles.
Nel 1965 ricevette la medaglia d'oro durante la VII Biennale Internazionale dell'Arte a San Paolo. Nel 1972 ottenne il premio statale di prima classe della Repubblica Polacca. Nel 1979 vinse il Premio Herder.
Risiedeva e lavorava a Varsavia.

## Biografia
Figlia di Konstant Abakanowicz, di famiglia tartara, e Helena Domaszewska, di origini nobili, frequentò il liceo artistico di Gdynia. Atleta leggera in gioventù, prese parte ai club calcistici Bałtyk Gdynia (1946) e Wybrzeża Gdańsk – HKS Tczew (1947 – 1948). Vincitrice di tre medaglie ai campionati nazionali nella corsa a staffetta – oro nel 1947 nella staffetta 100-100-200-500; due argenti nel 1947, nella staffetta 200-100-80-60, e nel 1948, nella staffetta 4 x 200 –, ottenne anche due medaglie di bronzo ai campionati invernali nazionali del 1948, nei 50 m a ostacoli e nella staffetta 4 x 50.
Nel 1954 concluse gli studi presso l'Accademia di Belle Arti di Varsavia, poi presso la Scuola Superiore di Arti Plastiche di Sopot. Nel 1956 sposò Jan Komowski.
Si specializzò nella creazione di imponenti composizioni spaziali figurali in tessuto (che da lei prendono il nome di abakani), utilizzando anche altri materiali tra cui pietra, legno e bronzo. Nel 1965 prese parte alla prima Biennale di Forme Spaziali a Elbląg, dove realizzò una figura spaziale alta sette metri assieme a J. Podwalny e J. Sznajder. La scultura si trova oggi in via Przymurze, ovvero presso la Porta del Mercato di Elbląg.
Dal 1979 fu docente presso la Scuola Superiore di Arti Plastiche di Poznań, dove teneva lezioni già dal 1965, e continuò fino al 1990. 
Abitava e creava le proprie opere a Varsavia. Ammalatasi gravemente negli ultimi anni di vita, morì il 20 aprile del 2017 a Varsavia, e fu sepolta nel Cimitero militare di Powązki sette giorni dopo.

## I progetti più importanti
- Alteracje
- Ragazzi
- Katharsis-33 (Collezione Gori, Santomato, Pistoia)
- Negev-7 (in Israele)
- Nierozpoznani
- Tłum I e Tłum II